# Belden (Unternehmen)
Die Belden, Inc., mit Hauptsitz in St. Louis, Missouri ist ein börsennotiertes Unternehmen, das Lösungen für die Datenübertragung entwickelt, herstellt und vermarktet.
Diese Lösungen, die sowohl Kabel als auch Steckverbinder und aktive Komponenten umfassen, zielen insbesondere auf Marktsegmente, in denen spezielle und hochverfügbare Produkte erforderlich sind. Die Anwendungen reichen von der Industrieautomatisierung über Rechenzentren und Rundfunkstudios bis hin zur Luft- und Raumfahrt. 2017 erzielte das Unternehmen, das weltweit 8.400 Mitarbeiter beschäftigt und Produktionsstandorte in Nordamerika, Europa und Asien besitzt, einen Umsatz von 2,36 Milliarden US-Dollar (etwa 2,21 Milliarden Euro).
In Europa ist Belden durch die Tochterunternehmen Belden Europe, Hirschmann Automation and Control, und Lumberg Automation vertreten, die seit März 2008 zusammen den Geschäftsbereich Belden EMEA bilden.

## Geschichte
1902 wurde das Unternehmen Belden in Chicago (Illinois, USA) von Joseph Belden gegründet. 1905 gelang der erste Durchbruch, als eine Isolierung namens Beldenamel herausgebracht wurde. So bezog das Unternehmen ab 1910 neue Geschäftsräume in Chicago.
1927 konnte Belden weiter expandieren und eröffnete ein Werk in Richmond, in dem ausschließlich elektrischer Draht produziert wurde. Auch während des Zweiten Weltkriegs ging die Expansion voran und mit einem Firmengelände von über 65.000 Quadratmetern war es das größte in 70 Jahren Firmengeschichte. Bis 1942 produzierte Belden Kriegsprodukte, die in Panzern, U-Booten, Flugzeugen und vielen weiteren Produkten eingesetzt wurden.
Ab 1980 kooperierte Belden eng mit Crouse-Hinds aus New York, 1981 trat Cooper Industries aus Texas der Kooperation bei. 1993 wurde der Firmensitz nach St. Louis verlegt; Belden war eine eigenständige, unabhängige Einrichtung. Die 1964 gegründete deutsche Firma HEW-Kabel wurde 1998 Mitglied der Corporation.
2004 fusionierten Belden und Cable Design Technologies zur neuen Firma Belden CDT Inc. 2007 übernahm Belden die deutschen Unternehmen Hirschmann Automation and Control GmbH und Lumberg Automation Components GmbH und wurde in Belden Inc. umbenannt. 2008 kaufte Belden die amerikanische Firma Trapeze Networks, einen Hersteller von WLAN-Systemen und Software, der bereits im November 2010 an den Netzwerkausrüster Juniper Networks weiterverkauft wurde. 2008 fasste die Belden Inc. die europäischen Tochterunternehmen geschlossen zur Belden EMEA zusammen. Mitte 2009 wurde HEW-Kabel mit Stammsitz in Wipperfürth im Rahmen eines Management-Buy-out verkauft. 2009 begann die strategische Verstärkung der Broadcast Sparte durch den Zukauf von Telecast, einem Hersteller von AV Übertragungssystemen über Lichtwellenleiter.
2010 übernahm Belden den Koaxsteckerbereich von Thomas & Betts sowie die amerikanische Firma Garrett Com, Hersteller von industrieller Netzwerktechnik als Ergänzung zu dem bereits akquirierten deutschen Unternehmen Hirschmann. 2011 akquirierte Belden den brasilianischen Kabel-Hersteller Poliron, um das Portfolio im Bereich industrieller Kabel im Südamerikanischen Raum zu erweitern. 2012 übernahm Belden die Stecker- und Werkzeug-Sparten der amerikanischen Hersteller PPC und ICM, die 2013 in Syracuse, USA, als gemeinsames Koax- und Stecker-Kompetenzzentrum vereinigt werden.
Ab 2012 erfolgte eine weitere Vergrößerungswelle im Bereich Broadcast im Gesamtumfang von einer Milliarde Dollar, zunächst mit der Übernahme der Miranda Technologies, Marktführer im Bereich Broadcast Videoserver, Schnittstellen, uvm. Am 1. April 2014 wurde die Übernahme der französisch-kanadischen Grass Valley Group abgeschlossen; nachdem in dieser bereits führende Studioausrüster wie Philips BTS und Canopus aufgegangen waren. 
Im Oktober 2019 kündigte Belden an, den Medientechnologiesektor zu verlassen und sich von der Grass Valley Group wieder zu trennen, nachdem sich deren Umsatz auf 350 Millionen Dollar etwa halbiert hat.

## Produkte
Belden ist führender Anbieter von mehr als 3.000 verschiedenen Draht- und Kabelprodukten. Dazu gehören Kupfer- und Glasfaserkabel, Steckverbindungen, Kabelinstallationssysteme und Produkte im Bereich des Industrial Ethernet, Power over Ethernet und Wireless LAN. Darüber hinaus werden auch Gehäuse und Schaltschränke hergestellt.

## Standorte
Belden unterhält Niederlassungen in mehr als 30 Ländern in Nord- und Südamerika, Europa, Asien und im Mittleren Osten. Produkte werden an Fertigungsstandorten in den USA, Kanada, Mexiko, Deutschland, den Niederlanden, dem Vereinigten Königreich, Dänemark, Italien und Ungarn entwickelt und hergestellt.